# Parque Estadual do Tainhas
O Parque Estadual do Tainhas é uma Unidade de Conservação de proteção integral gerida pela Secretaria do Meio Ambiente do Estado do Rio Grande do Sul, no Brasil. Foi criado através do Decreto Estadual nº 23.798, de 12 de março de 1975. O parque abrange uma área de 6.654,66 hectares, parcialmente inserido nos municípios de São Francisco de Paula (20,6%), Jaquirana (69,8%) e Cambará do Sul (9,6%), região dos Campos de Cima da Serra – extremo nordeste do estado.
O objetivo do Parque Estadual do Tainhas (PETainhas) é a proteção dos campos e matas nativos do vale do rio Tainhas, bem como locais de significativa beleza cênica e potencial turístico.
A importância do parque se reflete na inclusão deste pelo Ministério do Meio Ambiente como área prioritária de importância extremamente alta para a conservação da biodiversidade brasileira, bem como na área prioritária para a conservação da biodiversidade brasileira chamada Campos de São Francisco (considerada como de importância muito alta). Em relação à Reserva da Biosfera da Mata Atlântica no Rio Grande do Sul, é considerado como zona núcleo.

## História
Os relatos históricos apontam os índios caaguaras como os primeiros a ocuparem a região dos Campos de Cima da Serra. São conhecidos como tribo dos coroados juntamente com outras etnias por utilizarem cocares como adereço típico. Subsistiam de frutos, sementes, caças e pescados. Devido à característica pacífica deste povo foram exterminados ao entrarem em conflito, primeiramente com caingangues e, mais tarde, com bandeirantes.
A Coroa portuguesa iniciou a concessão de sesmarias por volta de 1750, como forma de assegurar a fronteira sul de seus domínios no “Novo Mundo”. E, a partir daí, muitos outros, que não os donatários, se instalaram na região. Iniciaram-se atividades tais como pecuária extensiva e agricultura familiar. Já recentemente, foram inseridas a silvicultura e a pecuária intensiva empresarial.
Apesar de criado em 1975, o PE Tainhas só começou a ser implantado em 2003 através do Projeto Conservação da Mata Atlântica no Rio Grande do Sul, que possibilitou a compra de bens e a elaboração do Plano de Manejo. Além disso, a partir de 2007, houve a nomeação de mais funcionários, em decorrência de concurso público realizado pelo Governo do Estado.

## Geografia

### Clima
O clima é subtropical úmido com chuvas bem distribuídas ao longo do ano e nevadas ocasionais. Pelo sistema de classificação de Koppen, é considerado Cfb, com temperatura média entre 14 °C e 16 °C e pluviosidade anual superior a 2000 mm. Ocorre frequentemente a formação de geada e nevoeiros.

### Hidrografia
O rio Tainhas, que segue em direção norte e deságua no rio das Antas, faz parte da Bacia Hidrográfica do Taquari-Antas, que ocupa uma área de aproximadamente 26.428 km². O Índice de Qualidade das Águas (IQA) na região do PE Tainhas varia de bom a excelente. Apesar da qualidade das águas ser muito boa, o que é essencial para a manutenção da biota do parque, as nascentes do Tainhas e seus tributários não estão dentro da área protegida.

### Paisagem

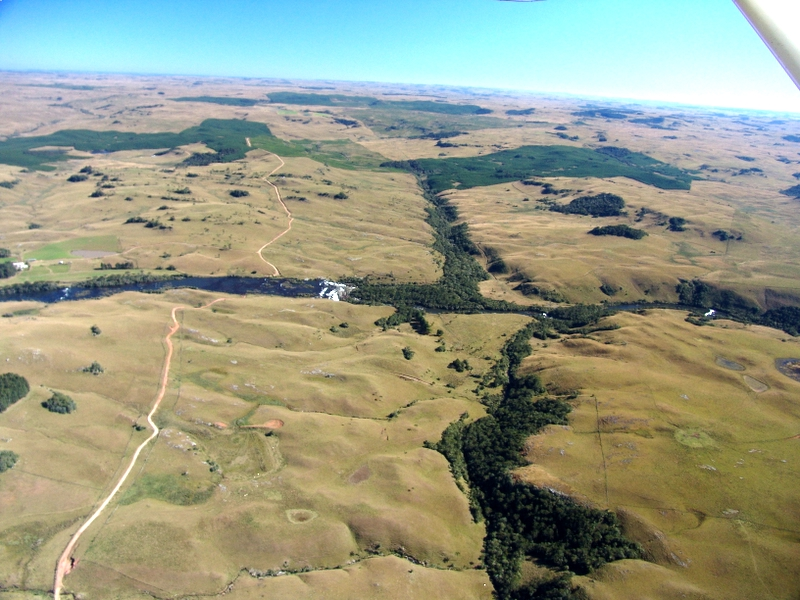
Fisionomia geral do Parque Estadual do Tainhas; matriz campestre com Floresta Ombrófila Mista formando capões isolados e a mata ciliar.

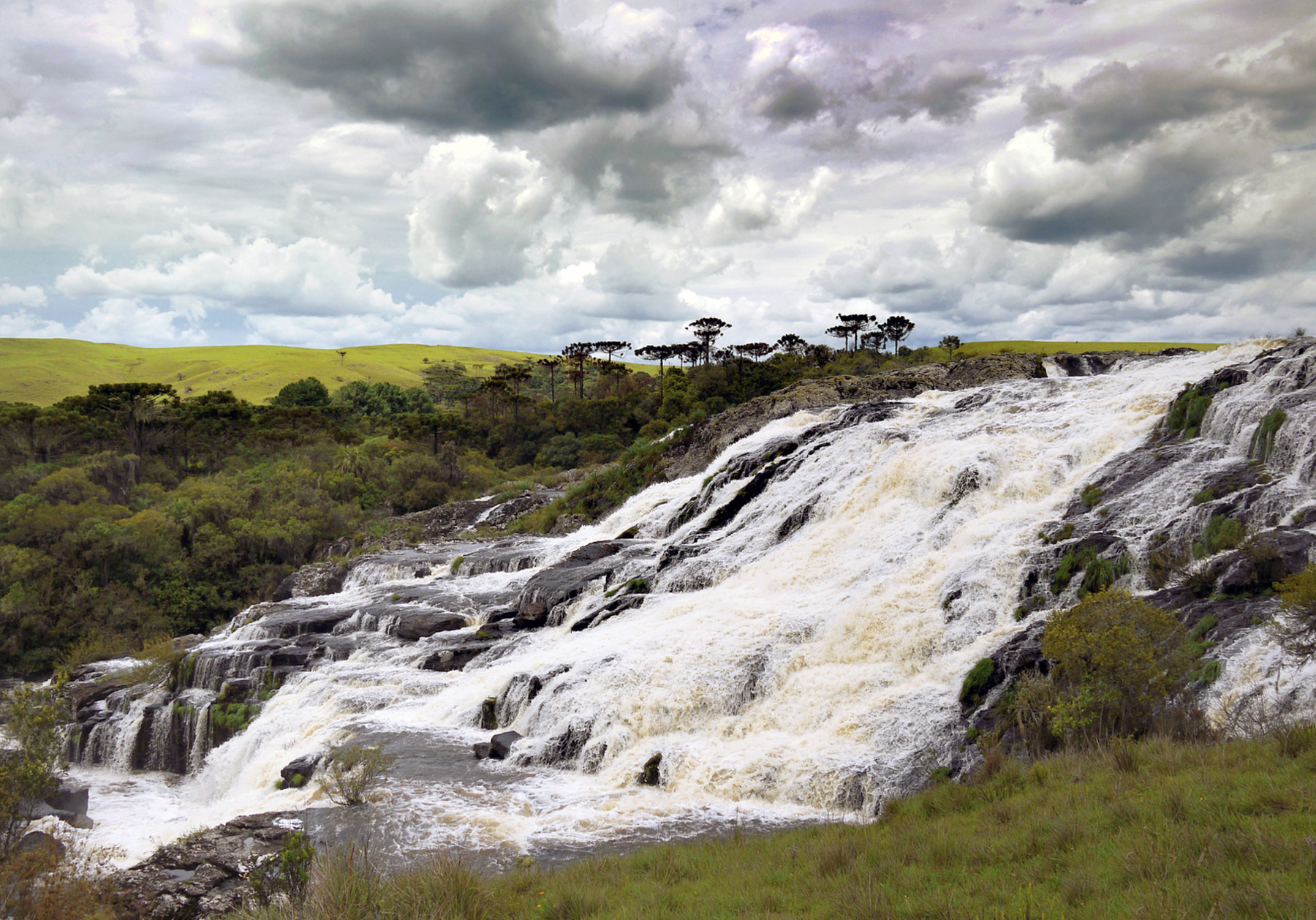
Cachoeira do Passo do S

A paisagem do PE Tainhas está dividida em três principais unidades: colinas (montante), colinas e relevos residuais (intermediária) e relevos residuais (jusante).
As colinas – com vales em fundo chato – ocupam a região à montante do parque, sendo resultado do intemperismo do rio Tainhas e seus afluentes. As rochas são de origem vulcânica com solo do tipo cambissolo húmico (escuros com alta concentração de matéria orgânica e acidez). A cobertura vegetal caracteriza-se por campos de altitude, destacando-se o capim-caninha como elemento estruturador da paisagem.
Na região intermediária do parque, transição entre as unidades adjacentes, encontramos a paisagem ocupada por colinas e relevos residuais. Apesar da equivalência destes elementos em relação às outras unidades, esta exibe relevo mais abruto, estão presentes nos fundos dos vales depressões que acumulam água e alimentam o rio Tainhas. Junto aos fundos dos vales, encontra-se mata ciliar e, nos relevos residuais, floresta ombrófila mista (mata atlântica com araucária).
À jusante do parque predominam os relevos residuais, neles os vales são mais encaixados, o relevo mais abrupto e a presença florestal é mais pronunciada. Esta unidade caracteriza-se por matas ciliares acompanhando o leito do rio nos vales, bastante encaixados, e encostas compostas por relevos residuais cobertas por Floresta Ombrófila Mista.

## Flora

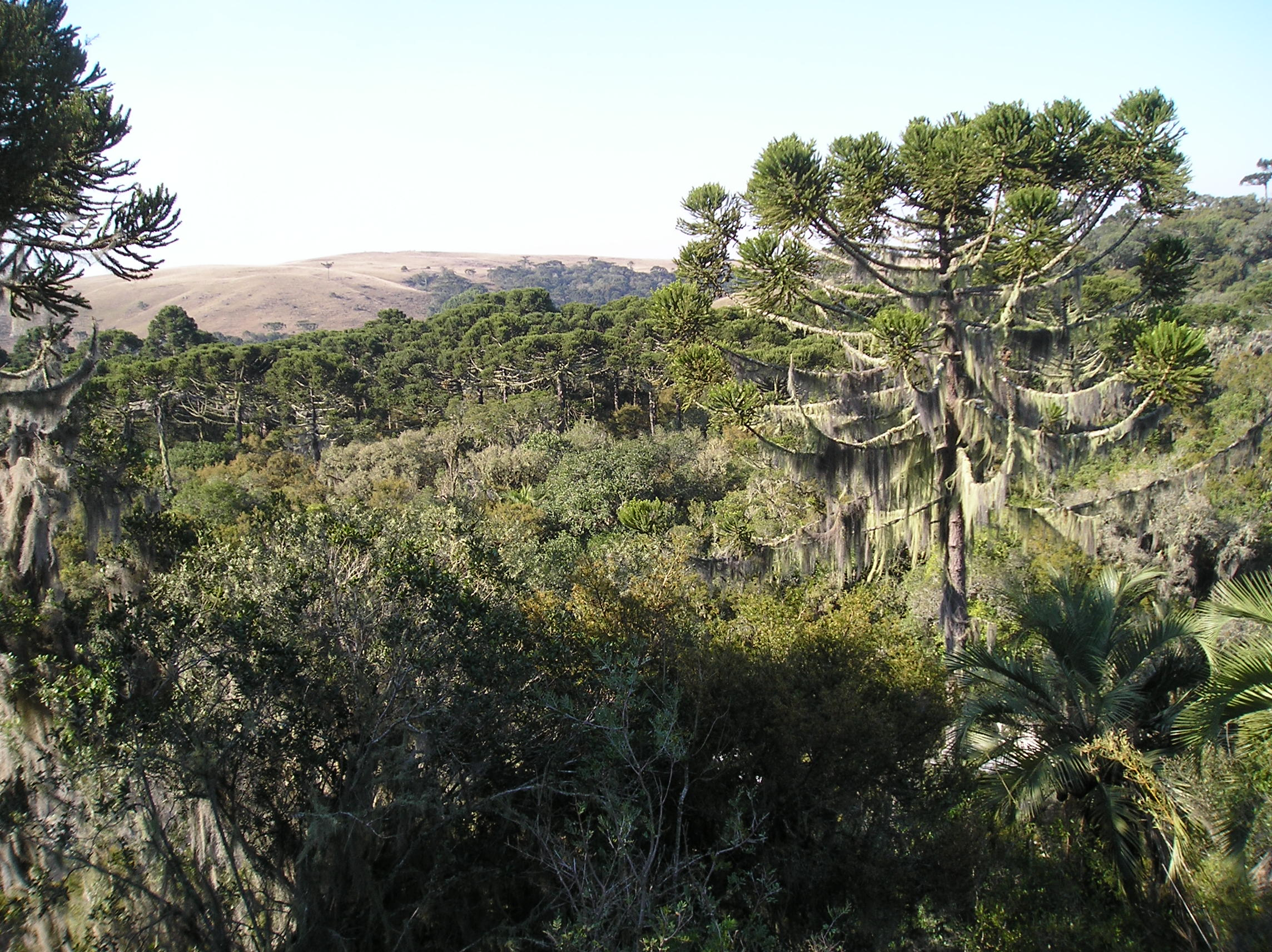
Floresta Ombrófila Mista característica do Parque, onde se nota a presença marcante do pinheiro-brasileiro (Araucaria angustifolia, Araucariaceae) e o butiá-da-serra (Butia eriospatha, Arecaceae).

A vegetação pode ser caracterizada de forma geral como Estepe Gramíneo-lenhosa, com áreas de Estepe Parque ao norte do PE Tainhas formando a zona de transição entre o Campo e a Mata com Araucária.
Na área do parque podem ser observados ambientes de floresta ombrófila mista (na forma de mata ciliar e pequenos capões), campo (estepe gramíneo-lenhosa e estepe parque), turfeiras e banhados (nas margens e entorno) e afloramentos rochosos (nos desníveis do relevo).
A floresta tem composição bastante heterogenia, mas o elemento principal é o pinheiro-brasileiro (Araucaria angustifolia), associado à araucária está o butiá-da-serra (Butia eriospatha).
Nos campos, apesar da fisionomia homogênea – resultado da dominância do capim-caninha (Andropogon lateralis), a diversidade de espécies é alta, sendo mais frequentes as famílias Poaceae, Asteraceae e Fabaceae. São também chamados de campo limpo (ou campos de cima da serra ou ainda campos de altitude) pelo baixo contingente arbóreo-arbustivo, que aumenta próximo à porção norte do PE Tainhas.
Os afloramentos rochosos são cobertos por líquens, briófitas, cactos (com destaque especial para o gênero Parodia) e samambaias.
Os banhados surgem nas áreas de baixada e neles se destacam vegetais do gênero Eryngium (E. pandanifolium, E. floribundum, E. ebracteatum).
As turfeiras se caracterizam pela dominância do gênero Sphagnum (musgo-da-turfeira) associado a outras espécies (por exemplo, da família Cyperaceae).
Toda a vegetação já sofreu ação humana, principalmente para extração de madeira, expressivamente o corte de araucária (madeira considerada nobre). O uso do fogo também foi intenso, como forma de manejar o campo, fazendo com que, em alguns locais, os componentes florestais fossem isolados em pequenos fragmentos protegidos.

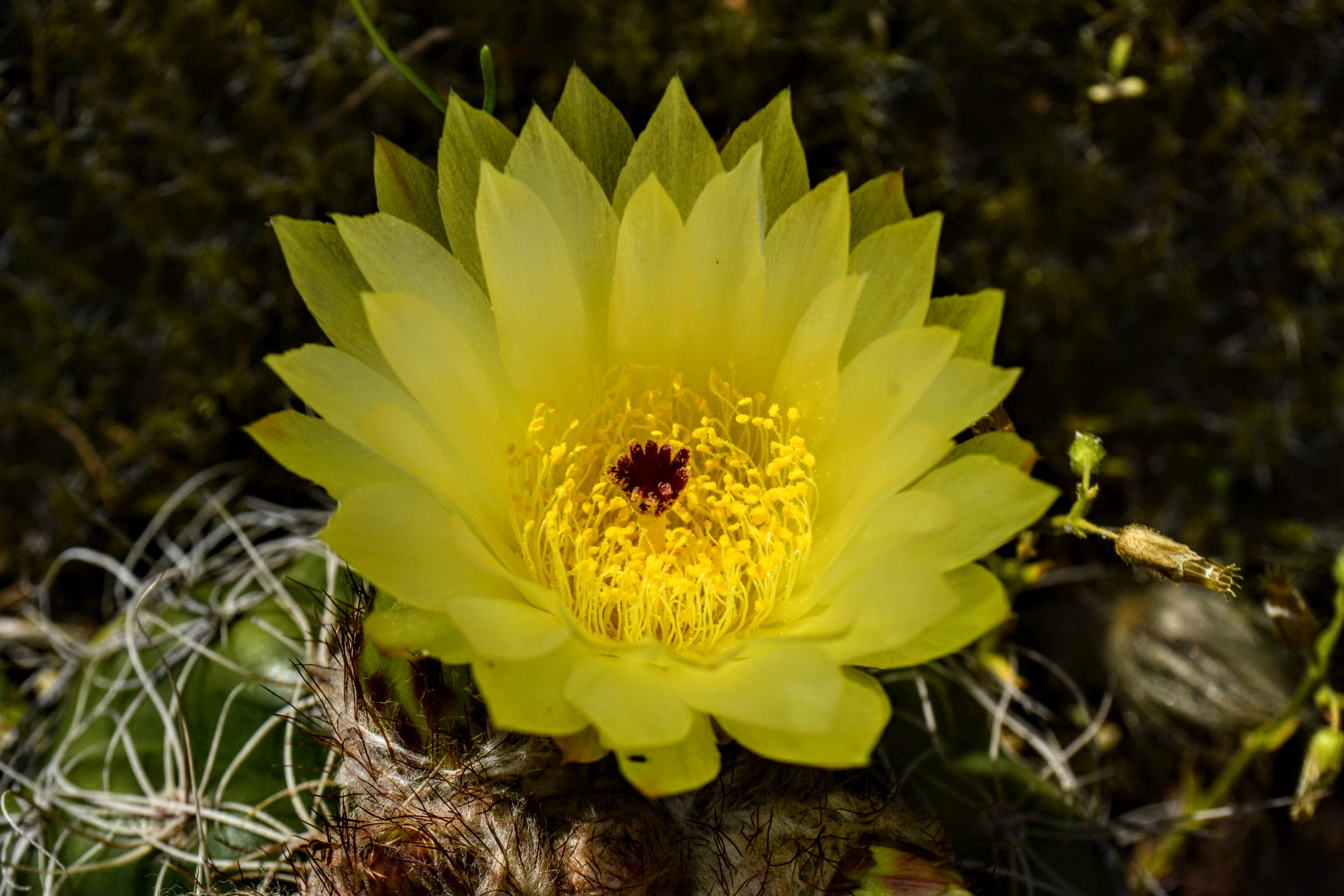
Parodia ottonis, uma das diversas espécies de cactos que podem ser encontradas no parque.

Entre as espécies, podemos destacar:
- a araucária ou pinheiro-brasileiro (Araucaria angustifolia, Araucariaceae);
- o butiá-da-serra (Butia eriospatha, Arecaceae);
- o xaxim-bugio (Dicksonia sellowiana, Dicksoniaceae);
- os cactos-bola (Parodia linkii, P. ottonis, P. haselbergii

graessneri e P.alacriportana, Cactaceae)
- o brinco-de-princesa (Fuchsia regia, Onagraceae)
- a farroupilha (Justicia rizzinii, Acanthaceae)
- a rainha-do-abismo (Sinningia macrostachya, Gesneriaceae)

## Fauna
O Planalto das Araucárias possui vários casos de endemismo de espécies restritas tanto às florestas mistas quanto aos campos de altitude. A fauna também pode ser considerada relictual devido à afinidade ao contingente andino-patagônico. Um dos endemismos a se salientar é o da esponja de água doce feltro-d’água (Oncosclera jewelli, Potamolepidae) de origem gonduânica, conhecida apenas em um trecho do rio Tainhas, mas com representantes da mesma família na África, Ásia e Oceania.
A diversidade nas áreas florestais não é muito alta, em grande parte porque estas áreas não estão dispostas em grandes unidades contínuas. Nas áreas de campo há grande similaridade com o Pampa, havendo o compartilhamento de diversas espécies. A fauna aquática é bem diversa, devido à qualidade das águas e conectividade com outras bacias hidrográficas.
Os predadores topo (puma e águia-chilena, por exemplo) ainda são encontrados da região, mas os animais de maior porte se tornaram muito raros em decorrência do efeito predatório e modificador das atividades humanas.
Entre as espécies da fauna do PE Tainhas podemos destacar;

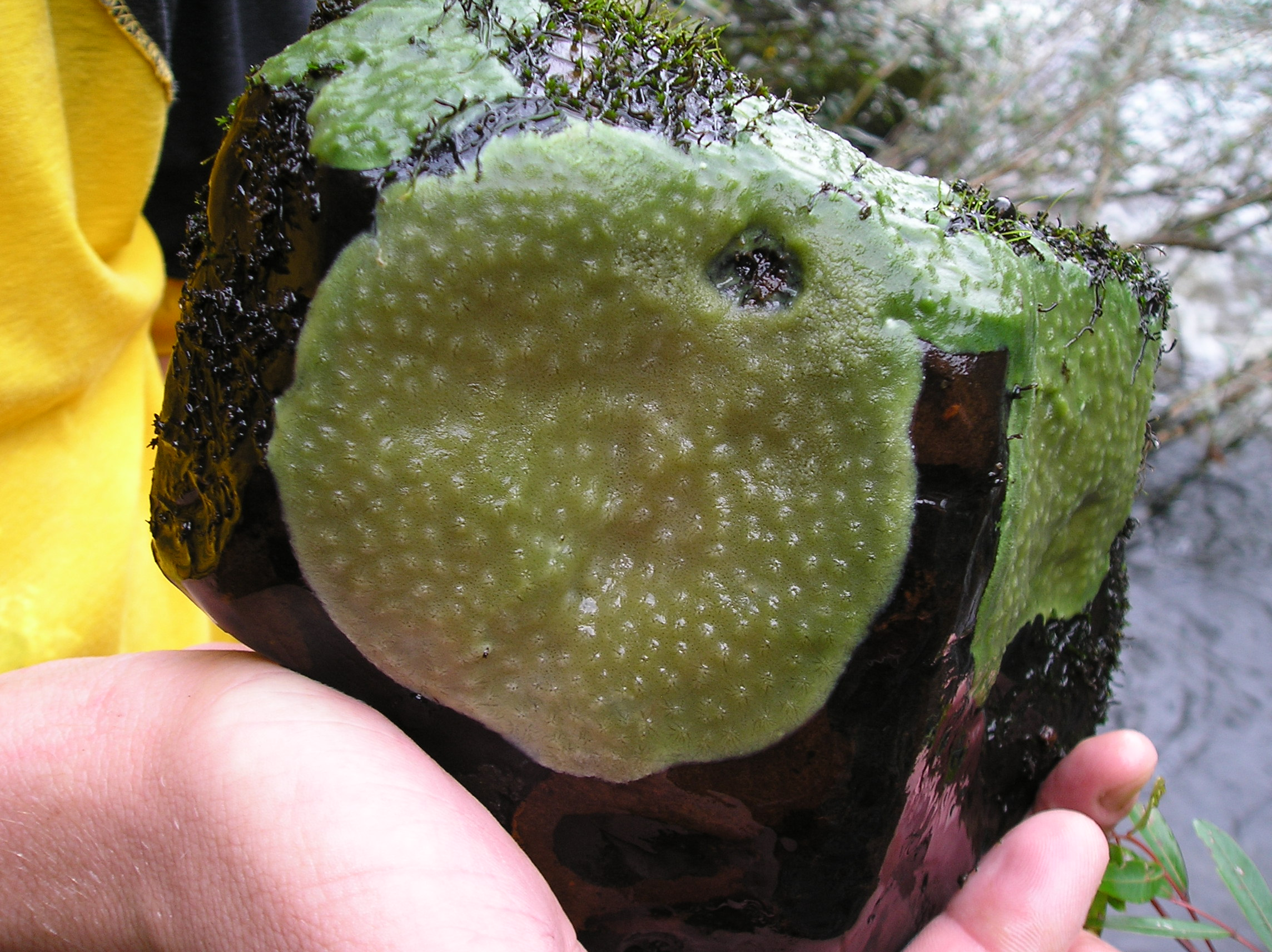
O Feltro-d’água (sobre rocha retirado do rio Tainhas]) é uma espécie de esponja de água doce endêmica (Oncosclera jewelli, Potamolepidae)

- veado-campeiro (Ozotoceros bezoarticus, Cervidae);
- puma (Puma concolor, Felidae);
- águia-cinzenta (Harpyhaliaetus coronatus, Accipitridae);
- urubu-rei (Sarcoramphus papa, Cathartidae);
- veste-amarela (Xanthopsar flavus, Icteridae);
- feltro-d'água (Oncosclera jewelli, Potamolepidae);
- lontra (Lontra longicaudis, Mustelidae);
- gralha-azul (Cyanocorax caeruleus, Corvidae);
- graxaim (Cerdocyon thous e Lycalopex gymnocercus, Canidae).

## Influência humana e ameaças

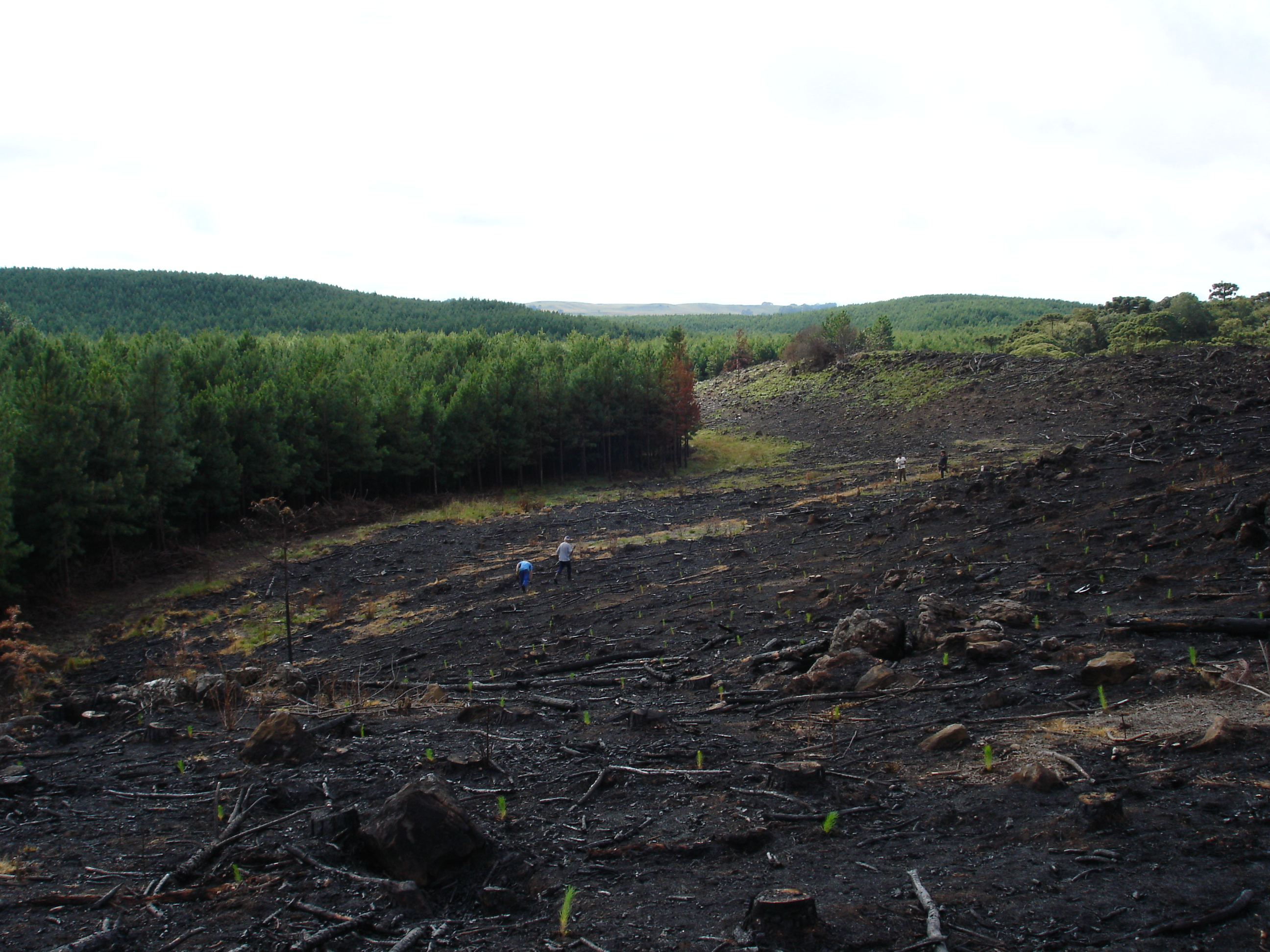
Silvicultura de Pinus spp na Zona de Amortecimento do Parque Estadual do Tainhas. As áreas de campo são convertidas em monoculturas de árvores exóticas em ato que não pode ser chamado de reflorestamento, já que não existia floresta contínua na área.

Até 2014, menos de 5% da área total do parque tem regularização fundiária. Disso decorre que algumas atividades humanas que geram impactos negativos ao ambiente ainda se fazem presentes. Os principais impactos sobre os ecossistemas e a biodiversidade do PE Tainhas são a caça e a pesca predatórias, a conversão dos campos nativos em áreas agrícolas ou de silvicultura, as queimadas dos campos, a alteração do sub-bosque pelo gado, a invasão por espécies exóticas, o extrativismo vegetal (principalmente de pinhão) e a descaracterização e poluição dos corpos d'água.
O parque é ameaçado pela exposição do solo decorrente das atividades das lavouras e silvicultura, pelo pisoteio das áreas de banhado, turfeira e sub-bosque pelo gado e pelo uso turístico intensivo que se faz no local (o que aumenta a fonte de poluentes tanto nas águas quanto em ambientes terrestres).

## Visitação
O PE Tainhas ainda está em fase de implementação, dessa forma, não está aberto à visitação em sua totalidade, mas podem ser agendadas visitas orientadas para realização de atividades de educação ambiental.

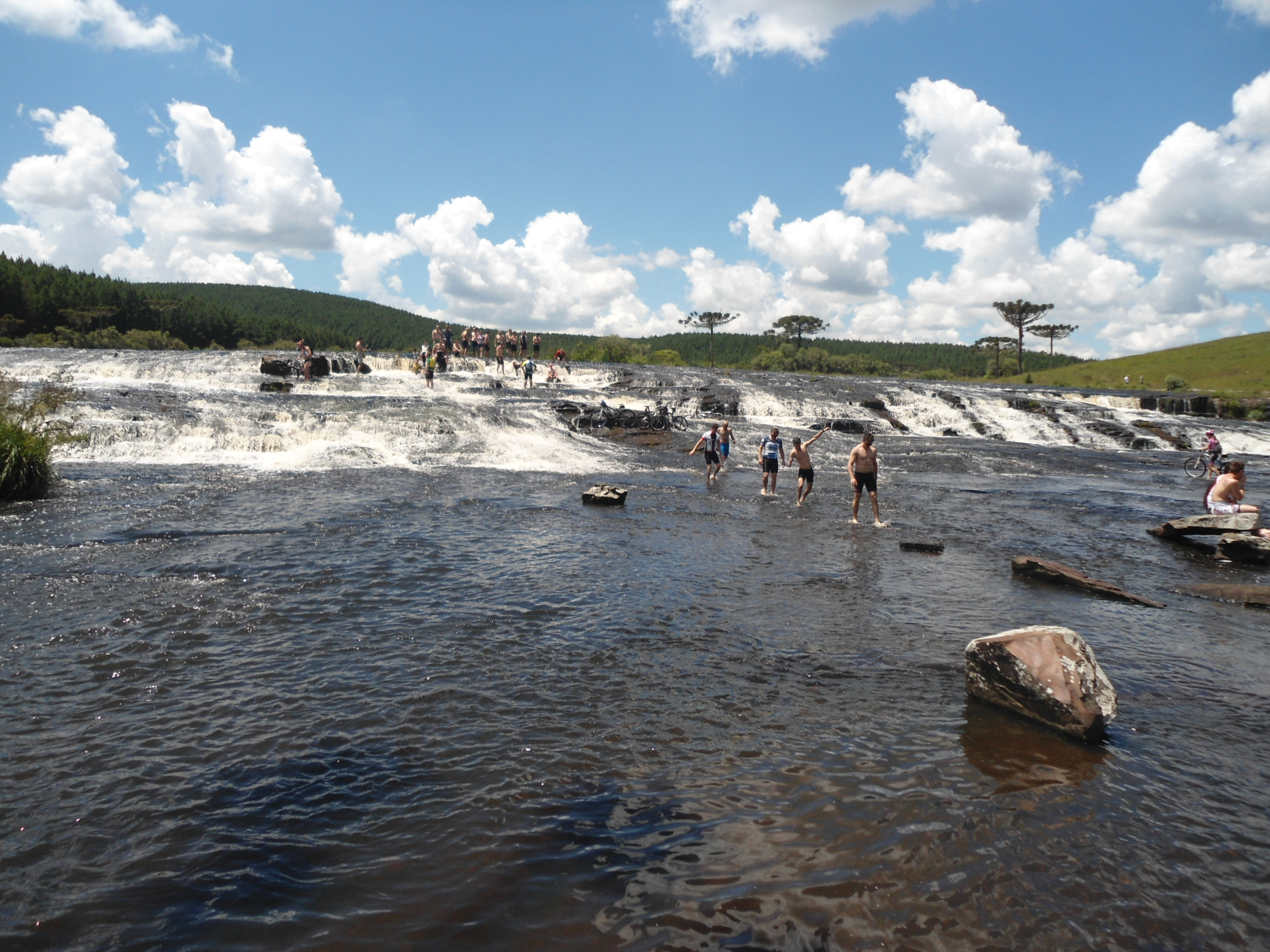
Banho de rio nas corredeiras do Passo da Ilha, área de visitação e camping.

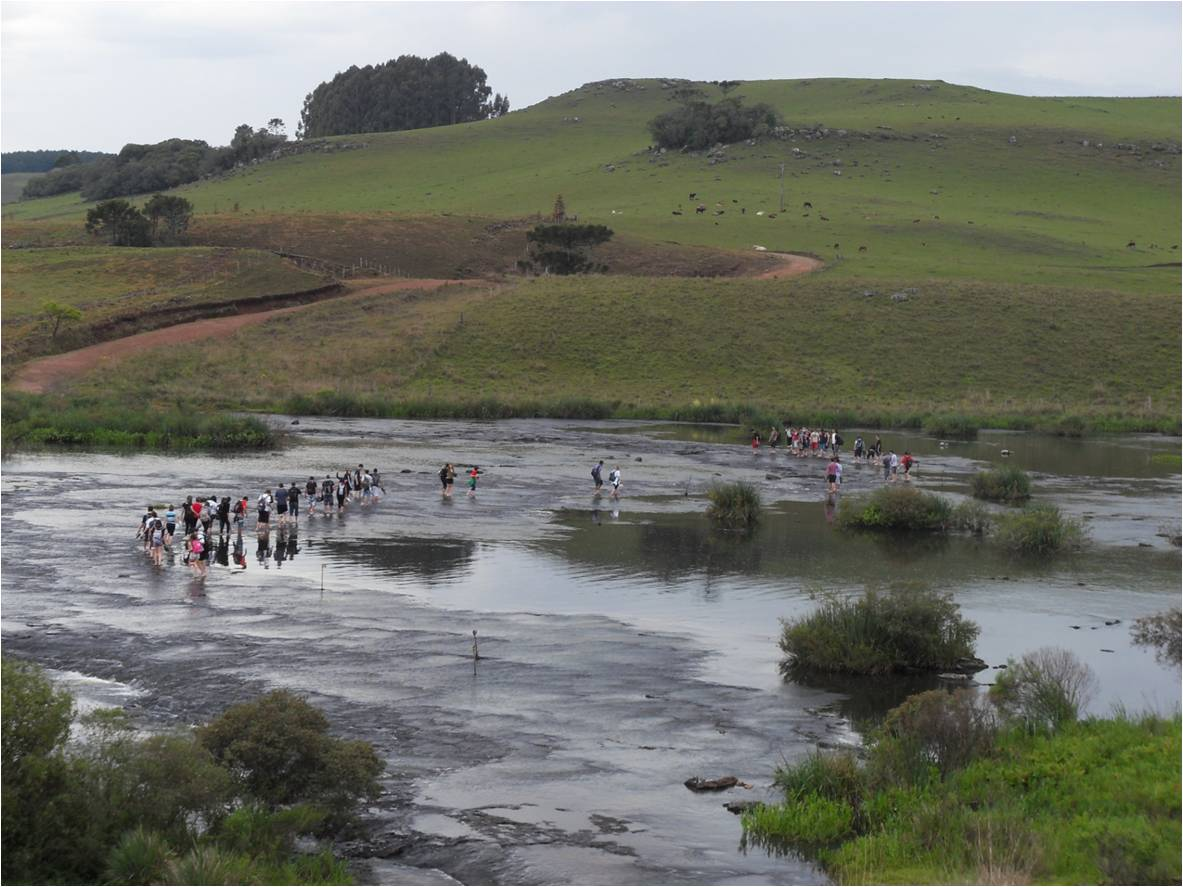
Travessia do Passo do S, caminho que dá acesso à Cachoeira do Passo do S.

Dois pontos são livres à visitação do público em geral: o Passo do S e o Passo da Ilha. O 
Passo do S constitui um lajeado no rio Tainhas localizado, aproximadamente, na porção intermediária do parque, próxima a ele está a Cachoeira do Passo do S, que está dividida em duas quedas: na porção oeste o rio segue em corredeira e a leste em uma queda abrupta de aproximadamente 20 metros. O Passo da Ilha, na porção sul do parque, é outro lajeado que cruza o Tainhas e conta com a estrutura de um camping particular.